# Església de Maricel (el Masnou)
Església de Maricel és una obra del municipi del Masnou inclosa en l'Inventari del Patrimoni Arquitectònic de Catalunya.

## Descripció
Edifici religiós format fonamentalment per dues parts ben diferenciades: una superior destinada a les activitats parroquials, i l'església pròpiament dita, que ocupa el lloc d'un soterrani al que s'hi accedeix per rampes i escales. L'església és una nau en forma de polígon irregular sostinguda per columnes, i tota ella construïda amb formigó armat. Com a sistema d'il·luminació només hi ha una petita claraboia sobre l'altar. La part superior, que és la que configura exteriorment l'edifici, també té una planta de polígon irregular cobert amb un sistema de teulades de diversos vessants. La construcció és de maó vist amb les cornises de fusta.

### Campanar
El campanar està separat de l'edifici i està format fonamentalment per un gran bloc de formigó contraposat a una gran planxa de ferro galvanitzat, corbada en els extrems, que suporta els tubs metàl·lics que fan la funció de les campanes. Sobre aquesta planxa s'hi situa una creu metàl·lica.
Amb la confrontació dels dos elements compositius del campanar es juga amb les dues textures que es contraposen. La planxa metàl·lica reflecteix contínuament la llum del sol.

## Història
Inaugurat el 1984. El disseny del campanar i la decoració interior de l'església són obra de Joaquim Pujol i Grau.